# Галилея (княжество)
Кня́жество Галиле́я — государство крестоносцев, являлось одним из четырёх главных вассалов Иерусалимского королевства. Главным образом оно располагалось вокруг Тиверии, однако, учитывая вассалов, можно сказать, что оно занимало не только Галилею, но южную Финикию (нынешняя территория Ливана). Княжество имело непропорциональное число вассалов. Сеньория Сидона, непосредственный вассал королевства, располагалась между владениями князей Галилеи. Отсюда вытекают сомнения относительно сюзеренитета княжества над некоторыми сеньориями.
Княжество было создано в 1099 году, когда Танкред получил от Готфрида Бульонского Тиверию, Хайфу и Бетсан. В 1101 году Балдуин I ограничил возможности Танкреда, передав Хайфу Годемару Карпенелю, а затем вынудив Танкреда отдать княжество и стать регентом в Антиохии. Княжество было феодом династий Сент-Омер, Фокомбер и Бур, центром княжества была Тиверия, поэтому иногда используется название княжество Тиверия или Тивериада. Княжество было уничтожено в 1187 году Саладином, хотя впоследствии княжеский титул продолжали носить родственники и младшие сыновья королей Кипра (титулярных королей Иерусалима).

## Князья Галилеи
(курсивом — титулярные)
- Танкред Тарентский (1099—1101)
- Гуго де Сент-Омер (1101—1105)
- Жерар де Сент-Омер (1105—1106)
- Жерве де Базош (1106—1108)
- Танкред Тарентский (1109—1112)
- Жослен де Куртене (1112—1118)
- Гильом I де Бюр (1120—1142)
- Элинар де Бюр, его брат (1142—1148)
- Гильом II де Бюр, сын Гильома I (1148—1158)
- Готье де Сент-Омер (1159—1171)
- Раймунд III, граф Триполи (1171—1187) и его жена Эшива де Бюр, вдова Готье де Фокомбера
- Гуго II де Фокомбер (претендовал до 1204)
- Гильом
- Фульк
- Эд де Монбельяр (1240—1247)
- Боэмунд де Лузиньян (1280)[источник не указан 3894 дня]
- Филипп Ибелин
- Балиан Ибелин (?—1316)
- Жак Ибелин
- Ги де Лузиньян  (1320—1343)
- Гуго де Лузиньян  (1343—1386)
- Жан де Бри
- Анри де Лузиньян (?—1427)

Княжество имело собственных вассалов — сеньории Бейрут, Назарет и Хайфа, которые, в свою очередь, тоже имели вассалов.

### Сеньория Бейрут
Бейрут был захвачен в 1110 году и отдан Фульку де Гину. Эта сеньория была одним из наиболее долго просуществовавших вассальных владений королевства, она была захвачена лишь в 1291 году, хотя представляла собой только узкую полосу средиземноморского побережья вокруг Бейрута. Тем не менее, Бейрут был важным торговым центром, а сеньоры Бейрута имели собственных вассалов.
(курсивом — титулярные)
- Фульк де Гин (1110—1125)
- Готье I де Бризбарр (1125—1138)
- Ги I де Бризбарр (1138—1140, брат Готье I
- Готье II де Бризбарр (1140—1156), сын Ги I
- Ги II де Бризбарр (1156—1157), брат Готье II
- Готье III де Бризбарр (1157—1166), сын Ги II
- Андроник I Комнин (1166—1167)
- Жан I Ибелин (ок. 1200 — 1236)
- Балиан Ибелин (1236—1247)
- Жан II Ибелин (1247—1264)
- Изабелла Ибелин (1264—1282), замужем за Гуго II, королём Кипра
- Эшива Ибелин (1282—1291, титулярный (1291—1312), замужем за Онфруа де Монфором, потом за Ги Лузиньяном
- Рупен де Монфор (1312—1313)
- Ги д’Ибелин (ок. 1330)
- Жан де Лузиньян (1384 — ?)
- Жан де Лузиньян (? — ок. 1456)

Вассалы сеньории Бейрут:

#### Сеньория Баниас
Баниас был отдан Балдуину II ассасинами в 1128 году. Балдуин отдал его Ренье Брюсу, сеньору Ассебебе, владения, которое было объединено с Баниасом. Дочь Ренье вышла замуж за Онфруа II де Торона, который стал сеньором Баниаса около 1148 года. В 1157 году он продал часть сеньорий Баниас и Шатонёф госпитальерам. Сеньории Баниас и Торон были объединены и просуществовали в таком виде вплоть до 1164 года, когда атабек Нур ад-Дин Махмуд захватил Баниас. Когда сеньория была освобождена, она стала частью владений Жослена III де Куртене.
- Ренье Брюс (1128—1148)
- Онфруа II де Торон (1148—1164)
- Жослен III де Куртене ?

#### Сеньория Торон
Замок Торон был построен Гуго де Сент-Омером, вторым князем Галилеи для помощи в захвате Тира. После его смерти была создана независимая сеньория, которая в 1107 году была отдана Онфруа I де Торону. Сеньоры Торона были очень влиятельными в королевстве; Онфруа II был коннетаблем. Онфруа IV был женат на Изабелле, дочери иерусалимского короля Амори I (после женитьбы Торон вошёл в его королевский домен, но после развода с Изабеллой титул был возвращен Онфруа). Сеньория была одной из немногих, в которых титул передавался строго по мужской линии в течение нескольких поколений. Сеньоры Торона притязали на сеньорию Трансиордания через жену Онфруа III, мать Онфруа IV. Торон был захвачен Саладином в 1187 году, а в 1191 году по его приказу разрушен. Оставшаяся часть земель вошла в королевский домен, позже ей владели князья Антиохии и представители династии Монфор. Полностью земли были захвачены в 1266 году.
Торон имел двух вассалов — сеньории Шатонёф и Торон Ахмуд. Шатонёф был построен Гуго де Сент-Омером около 1105 года, но позже был отдан госпитальерам, пока не был захвачен в 1167 году Нур ад-Дином. Торон Ахмуд принадлежал сеньорам Бейрута, пока в 1261 году Жан II д’Ибелин не продал его тевтонским рыцарям.
.

### Сеньория Назарет
Первоначально (при Танкреде) Назарет принадлежал латинскому патриарху. Сеньория, подвассальная Галилее, была создана в 1115.

### Сеньория Хайфа
Хайфа состояла из земель, подвассальных архиепископу Назарета, а также земель, подвассальных князьям Галилеи.
- Годемар Карпенель
- Танкред
- Рогар I (?—1107)
- Пайен I (1107—1112)
- королевский домен (1112—1190)
- Вивьен (1138—1165)
- Пайен II (1190—1198)
- Рогар II (1198—1244)
- Эльвиза, дочь Рогара II(1244—1264), замужем за Жоффруа де Пуленом (фактически с 1244—1250)
- Эльвиза, дочь Рогара II, замужем за Жилем I д’Эстрен (1254—1270)
- Жоффруа д’Эстрен (1270—1279).
- Жиль II д’Эстрен (1279—1289).